# Bankhistorisches Archiv
Das Bankhistorische Archiv war eine deutsche Fachzeitschrift für Wirtschaftsgeschichte, insbesondere das Finanzwesen betreffend.
Es wurde seit 1975, in zumeist zwei Ausgaben jährlich, vom Institut für bankhistorische Forschung in Frankfurt am Main herausgegeben und erschien im Franz Steiner Verlag Stuttgart. Die letzte Ausgabe war das Doppelheft 1+2 des Jahrgangs 2015. Die Beihefte werden als Schriftenreihe weitergeführt und erscheinen im gleichen Verlag.